# Johann Friedrich VII. von Alvensleben

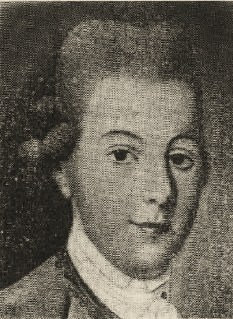
Johann Friedrich von Alvensleben

Johann Friedrich VII. von Alvensleben (* 16. Dezember 1747 in Zichtau; † 1. März 1829 in Brieg) war ein preußischer Landrat und Gutsbesitzer. Er wurde im Jahr 1808 in die Reichsstände des Königreichs Westphalen berufen. Ab 1822 war er Senior der Schwarzen Linie der Adelsfamilie von Alvensleben.

## Leben
Johann Friedrich wurde als letzter Sohn des Gutsbesitzers Levin Ludolf IV. von Alvensleben (1710–1750) auf Zichtau geboren. Da sein Vater starb, als er drei Jahre alt war, wuchs er unter Vormundschaft der Mutter Anna Hedwig von Alvensleben (1721–1775) auf. Diese vergrößerte nach dem Tode des Vaters die Liegenschaften der Familie in Zichtau und mit einem Gut in Wollenrade, das sie vom Historiker Philipp Wilhelm Gercken gekauft hatte. Im Jahr 1770, zwei Jahre vor ihrem Tode, führte sie eine Erbeinigung der Lehensgüter durch. Mit 23 Jahren bekam der Sohn den Erbteil auf dem Gut Schenkenhorst und einen Zehntel des Hauses von Alvensleben in Rogätz.
Seine Ausbildung machte Johann Friedrich nach dem Ende des Siebenjährigen Krieges im preußischen Militärdienst und 1764 beim Gendarmerieregiment, wo er als Kornett 1769 seinen Abschied nahm. 1770 ließ er sich auf seinem Gut Schenkenhorst nieder. Im Jahr 1784 erhielt er vom Kammerherrn Johann Friedrich IX. von Alvensleben ein Fünftel des Hauses Rogätz, das er 1792 schließlich eintauschte gegen das Gut Groß-Engersen aus der Hundisburger Linie, wo er als Kurator tätig war. Von seinem Bruder Karl Ludolf erwarb er 1787 das Gut Zichtau, wo er seinen neuen Wohnsitz nahm.
Im Jahr 1778 wurde Johann Friedrich nach dem Abdanken des Grafen Hans Otto von Bismarck von den Ständen der Altmark zum Landrat gewählt. Am 21. November wurde sein Examen vom preußischen Minister Friedrich Wilhelm von Derschau abgenommen, am 30. November wurde er bestallt. Er verzichtete auf das Landratsamt im Heimatkreis Anrendsee/Seehausen und ging in den Altmarkkreis Salzwedel, wo er 1784 wegen der Kuratorstelle in Groß-Engersen seinen Abschied nehmen wollte, dann aber auf Bitten des Kanzlers des Altmarkkreises sein Amt weiterführte. In den Konduitenlisten wurde von Alvensleben als fleißiger Beamter geführt, für eine Anstellung als Kammerpräsident in Magdeburg reichten seine Kenntnisse allerdings nicht aus. Der preußische König Friedrich Wilhelm II. lehnte am 15. September 1795 sein Gesuch dahingehend ab. Mit der Gründung des Königreichs Westphalen endete seine Tätigkeit als Landrat mit der neuen Verwaltungsordnung vom 11. Januar 1808.
1808 bis 1813 war von Alvensleben Mitglied des General-Wahlkollegiums für das Departement der Elbe und saß außerdem im Distriktrat des Distriktes Salzwedel und im Departementrat des Elbdepartements. Vom 26. Juni 1806 bis 26. Oktober 1813 gehörte er den Reichsständen an. Er wurde für die Grundeigentümer des Elbdepartementes in die Reichsstände des Königreichs Westphalen gewählt und nahm an beiden Sitzungen 1808 und 1810 teil.
Im Jahr 1813, während der Befreiungskriege, war er Mitbegründer des Elbhusarenregiments. Durch die selbständige Einkleidung und Uniformierungskosten für die Soldaten wurde er zum Verkauf der Güter Zichtau, Schenkenhorst und Groß-Engersen gezwungen. 1815 kaufte seine Schwiegertochter Charlotte von Rohr Zichtau zurück, die Familie ging jedoch 1818 nach den großen Vermögensverlusten nach Schlesien.
Im Jahr 1822 wurde von Alvensleben Senior des ganzen Schwarzen Zweiges der Familie von Alvensleben. Sein Augenlicht soll zu dieser Zeit nachgelassen haben, bis er schließlich vollständig erblindete. Er litt bis zu seinem Tode 1829 in Brieg unter dem Schwarzen Star.
Johann Friedrich VII. von Alvensleben heiratete am 18. Februar 1772 in Neugattersleben Louise Eleonore Amalia Sophia von Alvensleben zu Neugattersleben (11. Oktober 1744–25. September 1815). Er hatte insgesamt neun Kinder mit ihr, vier Söhne und fünf Töchter. Die zwei Söhne Friedrich Wilhelm Adam Gebhard Ludolf und Gebhard Friedrich Achaz Karl Albrecht starben im Kindesalter, die Söhne Johann Friedrich Karl (1783–1851) und Ludwig Wilhelm Karl Alexander dienten als Offiziere im preußischen Heer. Ludwig Karl Alexander war später historisches Vorbild für eine Romanfigur Theodor Fontanes. Die Töchter waren ebenfalls mit Offizieren aus dem preußischen Heer verheiratet.